# Oihane Agirregoitia Martínez
Oihane Agirregoitia Martínez   (Bilbao, 18 d'abril de 1980) és una política, enginyera electrònica i enginyera en organització industrial basca. Va ser triada eurodiputada per la Coalició per una Europa Solidària a les eleccions al Parlament Europeu de 2024.

## Biografia
Oihane Agirregoitia va néixer a Bilbao, capital de Biscaia, el 1980.

### Formació
Va estudiar enginyeria tècnica en electrònica industrial, i després enginyeria en organització, totes dues a la Universitat de Deusto de Bilbao. Després de les seves dues llicenciatures, va treballar com a tecnòloga de les informacions i comunicacions durant set anys.

### Trajectòria com a política
Va militar en política des de jove, segons el Partit Nacionalista Basc (PNB), porta afiliada al partit des de 2006, però ha estat com a simpatitzant des que va complir els 18 anys. El 2011 va ser en les llistes electorals municipals del PNB a l'Ajuntament de Bilbao, i va sortir elegida com a regidora, càrrec que revalidaria després de les eleccions de 2015 i les de 2019. Va seguir-hi com a regidora fins a 2023. Aquell any, la diputada general de Biscaia, Elixabete Etxanobe, la va nomenar directora general de Bon Govern, Atenció Ciutadana i Serveis Digitals.
El gener de 2023 l'Euzkadi Buru Batzar (assemblea nacional i màxim òrgan del PNB), la va elegir com la candidata de la coalició CEUS a les eleccions al Parlament Europeu de 2024. Agirregoitia va encapçalar la llista de la coalició, que va obtenir un únic escó en els comicis, per la qual cosa Oihane Agirregoitia va resultar elegida eurodiputada.

### Vida personal
Està casada i té dos fills.